# Pensamiento comunitario
El comunitarismo como filosofía aparece a finales del siglo XX en oposición a determinados aspectos del individualismo y en defensa de fenómenos como la sociedad civil. Aunque el término comunitarismo tiene su origen en el siglo XX, se puede encontrar elementos de esta filosofía en pensadores muy anteriores.
No es necesariamente lo contrario al liberalismo, sin embargo, centra su interés en las comunidades (entendidas como soberanías intermedias) y sociedades y no en el individuo. Los comunitaristas creen que a las comunidades no se les da la suficiente importancia en las teorías liberales de la justicia y comprometen las posibilidades de que la ciudadanía participe activamente en el debate público. 
La tensión entre los derechos individuales y las corresponsabilidades sociales, es un punto esencial para analizar la mayor parte de los problemas éticos de nuestro tiempo: sistema sanitario, aborto, multiculturalismo, libertad de expresión, etcétera. Fundamentalmente se utiliza el término en dos sentidos:
1. El comunitarismo filosófico considera que el liberalismo clásico es ontológicamente y epistemológicamente incoherente, y se enfrenta al mismo en dos terrenos. A diferencia del liberalismo clásico, que construye a las comunidades como originadas por actos voluntarios de individuos anteriores a las mismas, remarca el papel de la comunidad en la tarea de definir y formar a los individuos
2. El comunitarismo ideológico es una ideología que subraya el derecho de la mayoría a tomar decisiones que afecten a la minoría. Es considerada conservadora en lo social e intervencionista en los asuntos económicos.

Una tercera posibilidad es el comunitarismo sensible (Responsive Communitarianism) que practica Amitai Etzioni, quien propone una nueva regla de oro, para afirmar simultáneamente los derechos y obligaciones tanto comunitarios como individuales: Respeta y defiende el orden moral de la sociedad de la misma manera que harías que la sociedad respetara y defendiera tu autonomía.
Algunos representantes de la corriente comunitarista son Robert Bellah, Charles Taylor, Michael Walzer, también suele incluirse a Alasdair MacIntyre por sus argumentos coincidentes con esta corriente.
En los países de tradición hispánica los comunitaristas se agrupan en la Asociación Iberoamericana de Comunitarismo (AIC), fundada por José Pérez Adán, Alicia Ocampo Jiménez y Pablo Guerra Aragone. Algunos consideran relevante la aportación de Juan Antonio Sarmiento como impulsor del llamado Comunitarismo Financiero, que propone modos de aplicación del personalismo comunitario en los mercados financieros. Ha recibido atención de Amitai Etzioni, Adela Cortina y destacados miembros de la Society for the Advancement of Socio-Economics.